# Beisselina
Beisselina es un género de foraminífero bentónico considerado homónimo posterior de Beisselina Canu, 1913, aunque considerado perteneciente a la familia Ataxophragmiidae, de la superfamilia Ataxophragmioidea, del suborden Ataxophragmiina y del orden Loftusiida. Su especie tipo es Lituola aquisgranensis. Su rango cronoestratigráfico abarca desde el Campaniense hasta el Maastrichtiense (Cretácico superior).

## Discusión
Clasificaciones previas incluían Beisselina en el suborden Textulariina del orden Textulariida o en el orden Lituolida.

## Clasificación
Beisselina incluía a la siguiente especie:
- Beisselina aquisgranensis †